# Guillaume Desprez
Pour les articles homonymes, voir Desprez.
Guillaume Desprez est un homme politique français né le 29 mars 1768 à Sainte-Scolasse-sur-Sarthe et mort le 8 janvier 1842 à Mortagne-au-Perche.
Il est député de l'Orne de 1798 à 1799 au conseil des Cinq-Cents. Chef de bataillon dans l'armée d'Angleterre, il est de nouveau député au corps législatif de 1800 à 1807, puis pendant les Cent-Jours et enfin de 1831 à 1834, siégeant dans la majorité soutenant la Monarchie de Juillet. Il a été conseiller à la cour d'appel de Caen de 1825 à 1836.

## Sources
- « Guillaume Desprez », dans Adolphe Robert et Gaston Cougny, Dictionnaire des parlementaires français, Edgar Bourloton, 1889-1891 [détail de l’édition]